# La Force des forts
La Force des forts (The Strength of the Strong) est un recueil de nouvelles de Jack London, publié en 1914.

## Historique
La plupart des nouvelles ont fait l'objet d'une publication antérieure dans des périodiques avant mai 1914.

## Les nouvelles
L'édition de  The Macmillan Co de mai 1914 comprend sept nouvelles:
- La Force des forts (The Strength of the Strong)
- Au sud de la Fente (South of the Slot)
- L'Invasion sans pareille (The Unparalleled Invasion)
- L'Ennemi du monde entier (The Enemy of All the World)
- Le Rêve de Debs (The Dream of Debs)
- Le Fermier de la mer (The Sea Farmer)
- Samuel (Samuel)

## Éditions

### Éditions en anglais
- The Strength of the Strong, un volume chez  The Macmillan Co, New York, mai 1914.

### Traductions en français
- La Force des forts, traduction de Louis Postif, vers 1935-36, non édité en volume.

## Source
- http://www.jack-london.fr/bibliographie